# Фоллс-Сіті (Орегон)
Фоллс-Сіті (англ. Falls City) — місто (англ. city) в США, в окрузі Полк штату Орегон. Населення — 1051 особа (2020).

## Географія
Фоллс-Сіті розташований за координатами 44°51′53″ пн. ш. 123°26′15″ зх. д. / 44.86472° пн. ш. 123.43750° зх. д. (44.864804, -123.437502).  За даними Бюро перепису населення США в 2010 році місто мало площу 3,11 км², уся площа — суходіл.

### Клімат
| Клімат : Фоллс-Сіті     | Клімат : Фоллс-Сіті | Клімат : Фоллс-Сіті | Клімат : Фоллс-Сіті | Клімат : Фоллс-Сіті | Клімат : Фоллс-Сіті | Клімат : Фоллс-Сіті | Клімат : Фоллс-Сіті | Клімат : Фоллс-Сіті | Клімат : Фоллс-Сіті | Клімат : Фоллс-Сіті | Клімат : Фоллс-Сіті | Клімат : Фоллс-Сіті | Клімат : Фоллс-Сіті |
| Показник                | Січ.                | Лют.                | Бер.                | Квіт.               | Трав.               | Черв.               | Лип.                | Серп.               | Вер.                | Жовт.               | Лист.               | Груд.               | Рік                 |
| Абсолютний максимум, °C | 20,0                | 19,4                | 27,8                | 31,1                | 34,4                | 38,9                | 41,1                | 38,9                | 37,8                | 32,2                | 23,3                | 17,2                | 41,1                |
| Середній максимум, °C   | 7,0                 | 9,6                 | 12,2                | 15,8                | 19,2                | 22,1                | 26,9                | 26,9                | 23,5                | 17,4                | 11,2                | 7,9                 | 16,6                |
| Середній мінімум, °C    | −0,3                | 0,7                 | 1,8                 | 3,3                 | 5,4                 | 7,7                 | 9,1                 | 9,0                 | 8,0                 | 5,6                 | 2,3                 | 0,8                 | 4,4                 |
| Абсолютний мінімум, °C  | −20,6               | −17,2               | −7,8                | −5                  | −3,3                | −3,3                | 2,2                 | 2,2                 | −3,3                | −5                  | −12,2               | −18,9               | −20,6               |
| Норма опадів, мм        | 317                 | 259                 | 233                 | 111                 | 67                  | 38                  | 8                   | 14                  | 48                  | 133                 | 300                 | 346                 | 1873                |
| Днів з опадами          | 19                  | 16                  | 18                  | 13                  | 11                  | 7                   | 2                   | 3                   | 6                   | 12                  | 17                  | 19                  | 143,0               |
| ----------------------- | ------------------- | ------------------- | ------------------- | ------------------- | ------------------- | ------------------- | ------------------- | ------------------- | ------------------- | ------------------- | ------------------- | ------------------- | ------------------- |
| Джерело:                |                     |                     |                     |                     |                     |                     |                     |                     |                     |                     |                     |                     |                     |

## Демографія
Згідно з переписом 2010 року, у місті мешкало 947 осіб у 366 домогосподарствах у складі 261 родини. Густота населення становила 304 особи/км².  Було 395 помешкань (127/км²).
Расовий склад населення:
| - 91,6 % — білих - 2,3 % — корінних американців - 0,4 % — азіатів - 0,1 % — вихідців з тихоокеанських островів - 0,1 % — чорних або афроамериканців - 1,8 % — осіб інших рас |

До двох чи більше рас належало 3,7 %. Частка іспаномовних становила 5,2 % від усіх жителів.
За віковим діапазоном населення розподілялося таким чином: 22,9 % — особи молодші 18 років, 60,8 % — особи у віці 18—64 років, 16,3 % — особи у віці 65 років та старші. Медіана віку мешканця становила 43,5 року. На 100 осіб жіночої статі у місті припадало 106,3 чоловіків;  на 100 жінок у віці від 18 років та старших — 106,8 чоловіків також старших 18 років.
Середній дохід на одне домашнє господарство  становив 43 609 доларів США (медіана — 33 309), а середній дохід на одну сім'ю — 50 530 доларів (медіана — 39 375). Медіана доходів становила 33 864 долари для чоловіків та 24 375 доларів для жінок. За межею бідності перебувало 25,7 % осіб, у тому числі 44,0 % дітей у віці до 18 років та 9,2 % осіб у віці 65 років та старших.
Цивільне працевлаштоване населення становило 282 особи. Основні галузі зайнятості: освіта, охорона здоров'я та соціальна допомога — 42,2 %, будівництво — 16,7 %, виробництво — 9,9 %, публічна адміністрація — 6,7 %.